# تولیو کاستا
تولیو کاستا (انگلیسی: Túlio Maravilha؛ زادهٔ ۲ ژوئن ۱۹۶۹) بازیکن فوتبال اهل برزیل است.
از باشگاه‌هایی که در آن بازی کرده‌است می‌توان به باشگاه فوتبال فلومیننزه، باشگاه فوتبال کورینتیانس، باشگاه ورزشی ژوونتود، باشگاه فوتبال الشباب عربستان سعودی، باشگاه فوتبال سانتاکروز، باشگاه فوتبال بوتافوگو، باشگاه ورزشی ویتوریا، باشگاه فوتبال الشباب امارات، باشگاه ورزشی کروزیرو، باشگاه فوتبال سیون، و باشگاه فوتبال اویپشت اشاره کرد.
وی همچنین در تیم ملی فوتبال برزیل بازی کرده‌است.